# 王様の剣 (アトラクション)
王様の剣（おうさまのつるぎ、Sword in the Stone)は世界のディズニーパークにあるアトラクション。

## このアトラクションが存在するパーク
- ディズニーランド（ディズニーランド・リゾート）
- 香港ディズニーランド（香港ディズニーランド・リゾート）

## 概要
ディズニー映画『王様の剣』をモチーフにしたアトラクション。アトラクションといっても、岩に突き刺さった剣があるだけである。これは、映画『王様の剣』およびその原典である「アーサー王物語」に出てくるエピソード、すなわち、引き抜いた者はブリテンの王になるとの伝説のある岩に刺さった聖剣（エクスカリバー）を再現したものである。ちなみに、アーサー王物語は剣を引き抜いたところから物語が進んでいくが、映画では原作である『永遠の王』の第一部（アーサーが剣を抜いたところで終わる）のみを映画化しているため剣を引き抜いて正当な王と認められるところで終わる。
このアトラクションは、ゲストが実際に剣に手をかけて引き抜こうとすることができる。